# Jörn Oltmann

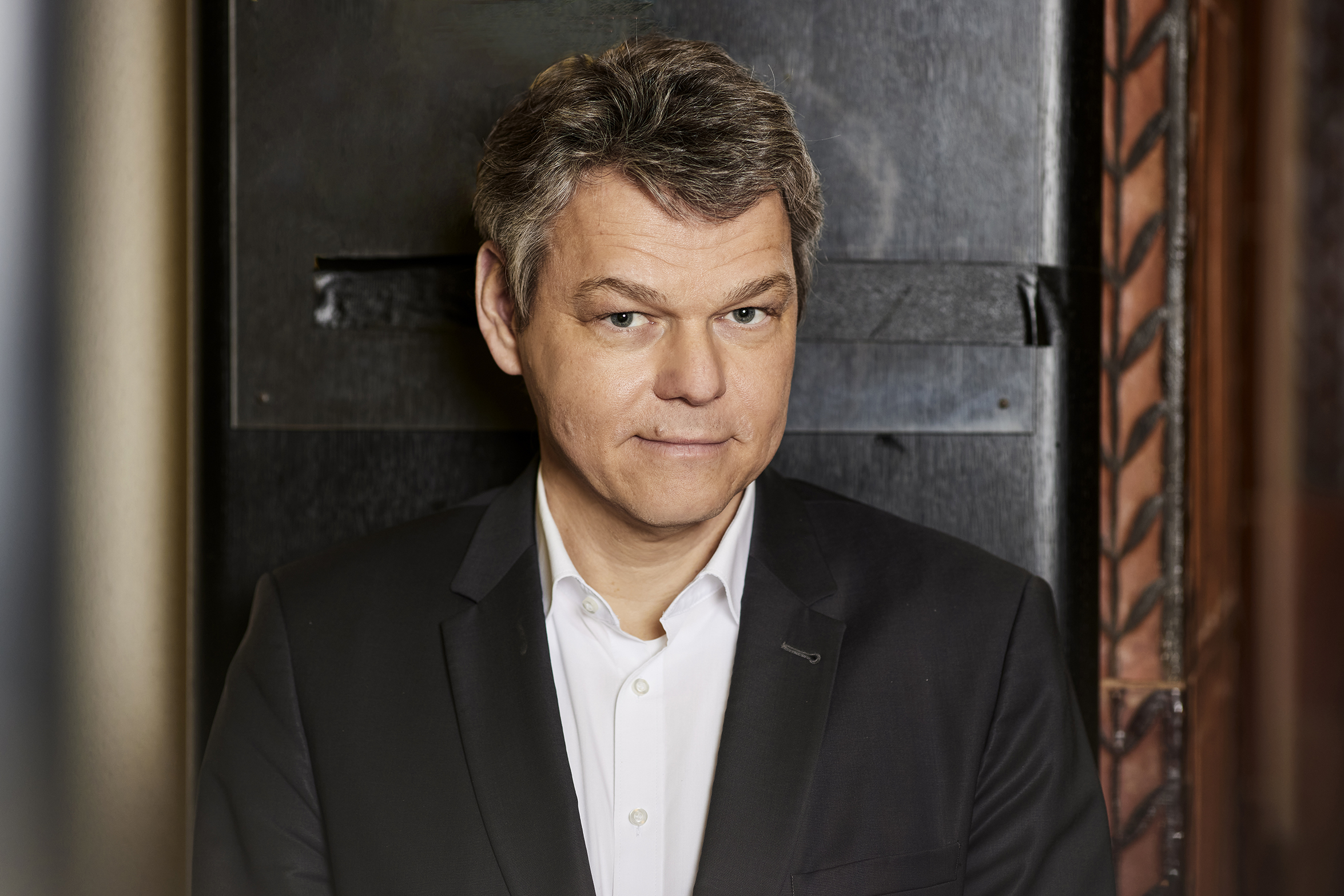
Jörn Oltmann

Jörn Oltmann (* 26. Mai 1966 in Bremen) ist ein deutscher Politiker (Bündnis 90/Die Grünen) und seit dem 17. November 2021 der vierte Bezirksbürgermeister des Berliner Bezirks Tempelhof-Schöneberg.

## Biografie
Oltmann wuchs im Bremer Ortsteil Huchting auf und machte hier 1982 seinen Realschulabschluss. Nach einer Ausbildung zum Bürokaufmann und dem Fachabitur studierte er von 1990 bis 1996 Betriebswirtschaftslehre und Sozialökonomie an der Hochschule für Wirtschaft und Politik (HWP; heute: Hamburger Universität für Wirtschaft und Politik). Vor seiner Wahl zum Stadtrat arbeitete Oltmann über 20 Jahre in einer Immobilienmanagementfirma am Medienstandort in Berlin-Adlershof.

## Partei und Politik
Oltmann ist seit 1990 Mitglied von Bündnis 90/Die Grünen. Er war von 1994 bis 1997 Landesschatzmeister seiner Partei in Bremen. 2001 wurde Oltmann in die damalige Bezirksverordnetenversammlung des Berliner Bezirks Tempelhof-Schöneberg gewählt. Von 2006 bis 2016 war er Fraktionsvorsitzender der grünen Fraktion in der Bezirksverordnetenversammlung.
Am 16. November 2016 wurde Oltmann erstmals in das Bezirksamt gewählt und wurde Stadtrat für Stadtentwicklung und Bauen sowie zugleich stellvertretender Bezirksbürgermeister von Tempelhof-Schöneberg.
Seit 2018 ist er im Vorstand des Bildungswerks für alternative Kommunalpolitik e. V. (BiwAK) und Mitglied des Berliner Parteirates von Bündnis 90/Die Grünen.
Im Dezember 2020 nominierte der grüne Kreisverband Tempelhof-Schöneberg Jörn Oltmann als Kandidaten für das Amt des Bezirksbürgermeisters von Tempelhof-Schöneberg. Als Schwerpunkte seiner Kandidatur nannte Oltmann den Milieuschutz, den gemeinwohlorientierten Neubau und eine Verbesserung der Personalausstattung des Bezirksamts.
Die Wahl im September 2021 gewannen im Bezirk Tempelhof-Schöneberg mit einer Mehrheit von 270 Stimmen erstmals die Grünen. Diese bildeten daraufhin mit der SPD eine Zählgemeinschaft.
Am 17. November 2021 wählte die Bezirksverordnetenversammlung Oltmann als Nachfolger von Angelika Schöttler zum Bezirksbürgermeister. Zugleich übernahm er die Zuständigkeit für die Bereiche Finanzen, Personal und Wirtschaftsförderung im Bezirk.
Bei der Nachwahl im Jahr 2023 konnten die Grünen ihr Ergebnis prozentual nahezu stabil halten, auch wenn sie deutlich weniger Wählerinnen und Wähler als noch 2021 mobilisieren konnten und über 10000 Stimmen weniger als der Wahlsieger CDU erreichten. Die 2021 gegründete Zählgemeinschaft verfügt seither nicht mehr über eine Mehrheit und wurde daher um die Linke erweitert, wodurch Jörn Oltmann im Amt bleiben konnte.